# Rushi Kota
Pour les articles homonymes, voir Kota_(homonymie).
Rushi Kota, né le 16 avril 1987 à Secunderabad (Andhra Pradesh), est un acteur indien. Il est notamment connu pour ses rôles dans les séries télévisées Grey's Anatomy (2017–2018) et Mes premières fois (2020–2022).

## Filmographie

### Cinéma
- 2010 : Afghan Hound : Troisième incarnation de Zemar
- 2014 : The One I Wrote for You : Joe Barry
- 2017 : Super Mehra Bros : AJ Mehra
- 2019 : The Divorce Party : Jeune cadre
- 2020 : Useless Humans : Louis[3]
- 2021 : Phobias : Billy McNerny
- 2023 : Scrambled : Jeff
- 2023 : Dumb Money de Craig Gillespie : Baiju Bhatt

### Télévision

#### Séries télévisées
- 2014 : The Royals : Jay D
- 2015 : Hôpital central : Dr. Curtis (2 épisodes)
- 2015 : The 101 : Jay D (2 épisodes)
- 2015 : Extant : Humanich Tech (2 épisodes)
- 2016 : Fruitless : Parvesh
- 2016 : Terms and Conditions : Dustin
- 2017 : Famous in Love : Lenny
- 2018 : Grey's Anatomy: The Webisodes : Dr. Vikram Roy (3 épisodes)
- 2018 : Grey's Anatomy: B-Team : Dr. Vikram Roy (3 épisodes)[4]
- 2018 : 9-1-1 : Ravi
- 2017–2018 : Grey's Anatomy : Dr. Vikram Roy (16 épisodes)
- 2019 : Arranged : Raj
- 2019 : Adam Ruins Everything : le pote de l'Everest
- 2020–2022 : Mes premières fois : Prashant (5 épisodes)
- 2021 : iCarly : Luke Tyler
- 2021 : Ordinary Joe : Sai (4 épisodes)[5]
- 2022 : Les Experts : Vegas : Damien Pak

#### Téléfilms
- 2016 : E.S.L. : Jeevan
- 2023 : Make Me a Match : Boom